# Wasserschlössle
El Wasserschlössle (traducido: Castellito de Agua) está ubicado en el Sternwald (literalmente: Bosque de Estrella) en el sur del barrio Wiehre de Friburgo de Brisgovia en Baden-Wurtemberg, Alemania. El edificio que fue completado en 1896 tiene las apariencias de una pequeña fortaleza. Sin embargo, en realidad se trata de un contenedor elevado de agua y planta de suministro de agua potable para la población de Friburgo. El modelo óptico para esta joya de la historia del arte fue el sello de la ciudad de Friburgo de 1245 que todavía en la actualidad se puede ver sobre muchas bocas de alcantarillado de la ciudad.

## Enlaces
- Wikimedia Commons alberga una categoría multimedia sobre Friburgo Wasserschlössle.